# Сульфурилгалогениды
Сульфурилгалогениды (дигалогениды сульфонила, диоксидигалогениды серы(IV) — полные галогенангидриды серной кислоты общей формулы SO2Hal2. Известны сульфурилфторид и сульфурилхлорид, а сульфурилбромид и сульфурилиодид получены не были. Также известны смешанные сульфурилгалогениды SO2FCl, SO2FBr, трисульфурилхлорид S3O8Cl2, тетрасульфурилхлорид S4O11Cl2
Конфигурация молекул SO2Hal2 представляет собой искажённый тетраэдр, в центре которого располагается атом серы.
В сульфурилфториде длины связей: S-O 0,14 нм, S-F 0,153 нм, углы связей O-S-O 124°, F-S-F 96-100°.
В сульфурилхлориде длины связей: S-O 0,143 нм, S-Cl 0,201 нм, углы связей O-S-O 111°, Cl-S-Cl 120°.